# Тургенев, Андрей Викторович
Андрей Викторович Тургенев (5 января 1989, Ачинск, Красноярский край, СССР) — российский биатлонист. Мастер спорта.

## Спортивная карьера
Начал заниматься биатлоном во втором классе, пришёл в секцию вслед за старшим братом. В настоящее время тренируется в Красноярске, выступая за Томск и Красноярск двойным зачетом.

### Юниорские и молодёжные достижения
2009: Чемпион России по летнему биатлону на лыжероллерах в эстафете

2010: Чемпион Европы в индивидуальной гонке среди юниоров, бронзовый призёр ЧМ среди юниоров, двукратный чемпион России среди юниоров (спринт, пасьют). Чемпион мира по летнему биатлону  среди юниоров (спринт).
| Год  | Место проведения | Возраст | Инд | Спр | Пр | Эст |
| 2010 | ЧМ Турсбю        | U21     | 31  | 12  | 7  | 3   |
| 2010 | ЧЕ Отепя         | U21     | 1   | 20  | 15 | —   |

### Российские соревнования
- Чемпион России 2011 года в суперспринте.

### Карьера в Кубке мира
- На этапах Кубка мира не выступал.

### Карьера в Кубке IBU
- На этапах Кубка IBU не выступал.